# Afzinkbare brug
Een afzinkbare brug is een beweegbare brug, waarbij het brugdek beweegt langs de verticale as.
Van deze soort brug zijn er twee gemaakt, beide in het kanaal van Korinthe in Griekenland. Aan beide einden van het kanaal ligt een afzinkbare brug, in Isthmia en in Korinthe. In afgezonken toestand is de doorvaardiepte ongeveer acht meter.
afzinkbare brug · basculebrug · draaibrug · hefbrug · kantelbrug · kraanbrug · oorgatbrug · ophaalbrug · opkrulbare brug · opvouwbare brug · pontbrug · pontonbrug · rolbasculebrug · rolbrug · schipbrug · tafelbrug · valbrug · vliegtuigslurf · vlotbrug · zweefbrug